# Аламединский каскад ГЭС
Аламединский каскад ГЭС — каскад из 8 малых гидроэлектростанций, расположенных на Западном Большом Чуйском канале (Аламединский канал) в Киргизии, Чуйской области и г. Бишкеке. Все станции построены по деривационной схеме. ГЭС каскада строились в 1929—1958 годах, оборудование устарело, нуждается в реконструкции и замене. В настоящее время станции каскада находятся в собственности ОАО «ЧаканГЭС».

## Лебединовская ГЭС
42°52′36″ с. ш. 74°41′52″ в. д.
Является головной ступенью и самой мощной станцией каскада. Строительство велось в две очереди, первая введена в эксплуатацию в 1943 году, вторая — в 1948 году. Спроектирована Среднеазиатским отделением института «Гидропроект». Мощность ГЭС — 7,6 МВт, среднегодовая выработка — 65 млн.кВт.ч. В здании ГЭС установлены два гидроагрегата c радиально-осевыми турбинами, работающими на расчётном напоре 26,8 м: горизонтальный мощностью 3,6 МВт (производства фирмы ASEA, Швеция) и вертикальный AT-IGF мощностью 4 МВт (производства фирмы General Electric, США).

## Малая Аламединская ГЭС
42°59′42″ с. ш. 74°41′16″ в. д.
Введена в эксплуатацию в 1929 году (одна из первых гидроэлектростанций в Киргизии). Мощность ГЭС — 0,4 МВт, среднегодовая выработка — 2 млн.кВт.ч. В здании ГЭС установлены два горизонтальных гидроагрегата c радиально-осевыми турбинами Ф-ГК-68, работающими на расчётном напоре 10 м и расчётным расходом через каждую турбину 4 м³/с. Турбины приводят в действие гидрогенераторы EM, производитель гидроагрегатов — американская фирма Allis-Chalmers.

## Аламединская ГЭС-1
42°53′47″ с. ш. 74°38′15″ в. д.
Введена в эксплуатацию в 1945 году. Мощность ГЭС — 2,2 МВт, среднегодовая выработка — 18 млн.кВт.ч. В здании ГЭС установлены два горизонтальных гидроагрегата c двухколёсными радиально-осевыми турбинами, работающими на расчётном напоре 11,8 м и расчётным расходом через каждую турбину 12,5 м³/с. Выдача электроэнергии в энергосистему производится на напряжении 35 кВ.

## Аламединская ГЭС-2
42°54′15″ с. ш. 74°38′26″ в. д.
Введена в эксплуатацию в 1948 году. Мощность ГЭС — 2,5 МВт, среднегодовая выработка — 20 млн.кВт.ч. В здании ГЭС установлены два вертикальных гидроагрегата c пропеллерными турбинами, работающими на расчётном напоре 12 м и расчётным расходом через каждую турбину 14,6 м³/с. Производитель турбин — американская фирма Leffel.

## Аламединская ГЭС-3
42°54′55″ с. ш. 74°38′41″ в. д.
Введена в эксплуатацию в 1951 году. Мощность ГЭС — 2,1 МВт, среднегодовая выработка — 20 млн.кВт.ч. В здании ГЭС установлены два вертикальных гидроагрегата c радиально-осевыми турбинами Ф-123-ВБ-160, работающими на расчётном напоре 12 м и расчётным расходом через каждую турбину 12 м³/с. Турбины приводят в действие гидрогенераторы ВГС-325/29-40. Выдача электроэнергии в энергосистему производится по ЛЭП 35 кВ. На ГЭС-3 расположен диспетчерский центр управления всем каскадом ГЭС.

## Аламединская ГЭС-4
42°55′13″ с. ш. 74°39′15″ в. д.
Введена в эксплуатацию в 1952 году. Мощность ГЭС — 2,1 МВт, среднегодовая выработка — 17 млн.кВт.ч. В здании ГЭС установлены два вертикальных гидроагрегата c радиально-осевыми турбинами Ф-123-ВБ-160, работающими на расчётном напоре 12 м и расчётным расходом через каждую турбину 12 м³/с. Турбины приводят в действие гидрогенераторы ВГС-325/29-40. Выдача электроэнергии в энергосистему производится по ЛЭП 35 кВ.

## Аламединская ГЭС-5
42°56′16″ с. ш. 74°42′05″ в. д.
Введена в эксплуатацию в 1957 году. В отличие от других станций каскада, работающих исключительно по водотоку, имеет бассейн суточного регулирования объёмом 738 тыс. м³. Мощность ГЭС — 6,4 МВт, среднегодовая выработка — 23 млн.кВт.ч. В здании ГЭС установлены два вертикальных гидроагрегата c поворотно-лопастными турбинами ПЛ-495-ВБ-225, работающими на расчётном напоре 15 м и расчётным расходом через каждую турбину 25 м³/с. Турбины приводят в действие гидрогенераторы ВГС-325/59-28.

## Аламединская ГЭС-6
42°57′46″ с. ш. 74°42′46″ в. д.
Введена в эксплуатацию в 1958 году. Мощность ГЭС — 6,4 МВт, среднегодовая выработка — 23 млн.кВт.ч. В здании ГЭС установлены два вертикальных гидроагрегата c поворотно-лопастными турбинами ПЛ-495-ВБ-225, работающими на расчётном напоре 15 м и расчётным расходом через каждую турбину 25 м³/с. Турбины приводят в действие гидрогенераторы ВГС-325/59-28.